# Umoonasaurus demoscyllus
L'umoonasauro (Umoonasaurus demoscyllus) è un rettile acquatico estinto, appartenente ai plesiosauri. Visse nel Cretaceo inferiore (Aptiano/Albiano, circa 115 milioni di anni fa) e i suoi resti fossili sono stati ritrovati in Australia. Il fossile più noto ("Eric") si è conservato in opale. È noto per le tre "creste" sul capo.

## Descrizione
Questo rettile è noto per alcuni scheletri fossili, tra cui uno scheletro pressoché completo conservatosi in opale e noto in tutto il mondo come "Eric". Umoonasaurus era un plesiosauro di piccole dimensioni (non superava i 2,5 metri di lunghezza) e, come tutti i plesiosauri, possedeva un corpo relativamente schiacciato e arti trasformati in strutture simili a pinne. La caratteristica principale di questo animale era data dalla presenza di tre creste sul capo (fatto unico tra i plesiosauri). Due di queste strutture erano presenti sopra le orbite, ed erano formate da ossa particolarmente rugose. Un'altra cresta, anch'essa formata da ossa rugose, era presente in mezzo al muso. La testa era piuttosto piccola in rapporto al corpo, se confrontata con quella di altre forme contemporanee (ad es. Brachauchenius), mentre le orbite erano piuttosto grandi. La dentatura era costituita da denti aguzzi e relativamente sottili rivolti in avanti. 

## Scoperta e classificazione
I fossili di questo animale vennero scoperti nel 1987 nella zona di Coober Pedy in Australia Meridionale, sotto forma di opale (un minerale relativamente comune in quel luogo). L'esemplare più completo ("Eric") andò in mano a privati. Nel 1993 vi furono voci secondo le quali Eric sarebbe stato venduto a un collezionista estero. L'esemplare quindi divenne oggetto di una campagna mediatica di raccolta fondi coordinata dal programma televisivo dell'ABC Quantum, in associazione con l'Australian Museum di Sydney; risposero circa 30.000 persone, donando circa 450.000 dollari australiani. Il solo opale di Eric era stimato intorno ai 25.000 dollari australiani. Il fondo riuscì ad acquistare il fossile, che poté così essere studiato scientificamente.
La descrizione dei reperti avvenne nel 2006: lo studio determinò che questo animale era un genere a sé stante, forse imparentato con il piccolo Leptocleidus, anch'esso del Cretaceo. Questi due rettili potrebbero aver rappresentato una linea arcaica di plesiosauri dal collo corto discendenti di antichi pliosauri giurassici (romaleosauridi), posta al di fuori del gruppo dei pliosauridi giganti. La mancanza di caratteristiche come grandi teste, colli molto corti e gigantismo favorirebbe l'ipotesi di una convergenza evolutiva tra i romaleosauridi e i pliosauridi, con forme come Leptocleidus e Umoonasaurus poste alla base del gruppo dei romaleosauridi e dotati di caratteristiche "primitive".

## Paleoecologia e paleobiologia

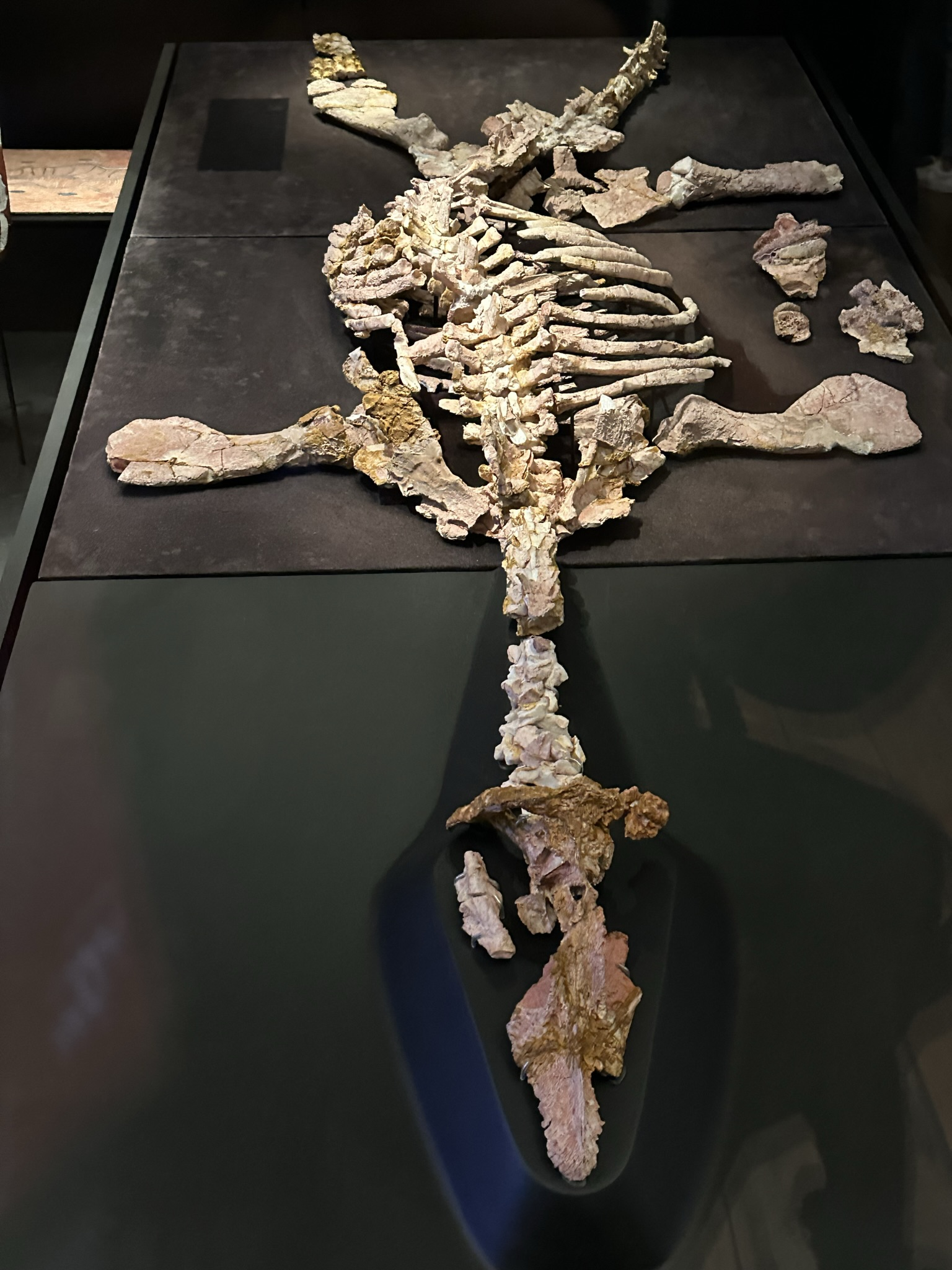
Scheletro fossile di Umoonasaurus demoscyllus

Umoonasaurus viveva in un braccio di mare interno al continente australiano nel Cretaceo inferiore, ad alta latitudine e soggetto a condizioni climatiche stagionalmente vicine al gelo. Questo ambiente estremo era condiviso con altri plesiosauri (tra cui Opallionectes), e suggerirebbe che questi rettili marini possedevano adattamenti (ad esempio un alto livello metabolico) per affrontare le temperature fredde di quelle acque. In ogni caso, la sopravvivenza di antiche linee evolutive era un fenomeno relativamente comune nell'Australia del Cretaceo (si veda anche l'anfibio temnospondilo Koolasuchus) e potrebbe essere stata facilitata dall'isolamento in regioni di bassa temperatura e alta latitudine. All'interno del fossile di "Eric", chiamato così da uno sketch dei Monty Python, furono trovati fossili opalizzati di un pesce (soprannominato "Wanda", come il film Un pesce di nome Wanda) e numerosi gastroliti.

## Significato del nome
Il nome generico, Umoonasaurus, deriva da Umoona, una parola in lingua aborigena Antakirinja per indicare l'area di Coober Pedy dove vennero trovati i fossili. L'epiteto specifico, demoscyllus, deriva dal greco demos ("gente") e scyll ("Scilla", un mostro marino mitologico), per indicare la raccolta fondi tramite donazioni pubbliche che permise di studiare l'esemplare tipo.